# Bellator 225
Bellator 225: Mitrione vs. Kharitonov 2 è stato un evento di arti marziali miste tenuto dalla Bellator MMA il 24 agosto 2019 alla Webster Bank Arena di Bridgeport negli Stati Uniti.

## Risultati
|                  | Divisione              |                   |           |                   | Metodo                             | Round     | Tempo     | Premio    |
| Main Card        | Main Card              | Main Card         | Main Card | Main Card         | Main Card                          | Main Card | Main Card | Main Card |
| ---------------- | ---------------------- | ----------------- | --------- | ----------------- | ---------------------------------- | --------- | --------- | --------- |
|                  | Pesi massimi           | Sergei Kharitonov | batte     | Matt Mitrione     | KO tecnico (ginocchiata e pugni)   | 2         | 1:24      |           |
|                  | Pesi massimi           | Vitaly Minakov    | batte     | Timothy Johnson   | KO (pugni)                         | 1         | 1:45      |           |
|                  | Pesi gallo femminili   | Alejandra Lara    | batte     | Taylor Turner     | KO tecnico (pugni)                 | 1         | 3:44      |           |
|                  | Catchweight (175 lbs.) | Yaroslav Amosov   | batte     | David Rickels     | Sottomissione (D'Arce choke)       | 2         | 4:05      |           |
|                  | Pesi massimi           | Tyrell Fortune    | batte     | Rudy Schaffroth   | Sottomissione (rear-naked choke)   | 2         | 2:08      |           |
| Card Preliminare |                        |                   |           |                   |                                    |           |           |           |
|                  | Pesi leggeri           | Nick Newell       | batte     | Corey Browning    | Sottomissione (arm-triangle choke) | 1         | 3:15      |           |
|                  | Catchweight (165 lbs.) | Connor Dixon      | batte     | Kastriot Xhema    | Sottomissione (armbar)             | 3         | 2:08      |           |
|                  | Catchweight (175 lbs.) | Jon Manley        | batte     | Thiago Rela       | Sottomissione (rear-naked choke)   | 3         | 4:47      |           |
|                  | Catchweight (140 lbs.) | Chris Disonell    | batte     | Mike Kimbel       | KO tecnico (pugni)                 | 1         | 4:54      |           |
|                  | Pesi gallo             | Ricky Bandejas    | batte     | Ahmet Kayretli    | KO (pugni)                         | 1         | 1:21      |           |
|                  | Pesi medi              | Austin Vanderford | batte     | Joseph Creer      | KO tecnico (stop medico)           | 2         | 5:00      |           |
|                  | Pesi welter            | Sabah Homasi      | batte     | Micah Terrill     | KO (pugno)                         | 1         | 0:17      |           |
|                  | Pesi welter            | Sabah Homasi      | batte     | Micah Terrill     | KO (pugno)                         | 1         | 0:17      |           |
|                  | Catchweight (165 lbs.) | Aviv Gozali       | batte     | Eduard Muravitsky | Sottomissione (heel hook)          | 1         | 0:11      |           |
|                  | Pesi welter            | Khronry Gracie    | batte     | Oscar Vera        | Sottomissione (armbar)             | 1         | 2:50      |           |